# Postia perdelicata
Postia perdelicata är en svampart som först beskrevs av William Alphonso Murrill, och fick sitt nu gällande namn av M.J. Larsen & Lombard 1986. Postia perdelicata ingår i släktet Postia och familjen Fomitopsidaceae.   Inga underarter finns listade i Catalogue of Life.
I den svenska databasen Dyntaxa används istället namnet Oligoporus perdelicatus för samma taxon.  Arten har ej påträffats i Sverige.